# Ульянов, Пётр Иванович
Пётр Иванович Ульянов (21.12.1904 — 20.02.1985) — советский военный деятель, генерал-майор танковых войск (постановление СНК СССР № 1511 от 27.06.1945).

## Начальная биография
Родился 21 декабря 1904 года на хуторе Кужной Усть-Медведицкого юрта, Усть-Медведицкого округа области Войска Донского Российской империи в казачьей семье.
Образование среднее. Окончил Вечерний комВУЗ в Киеве в 1933 году. Член ВКП(б) с 1928 г. (п/б № 2527295).
Образование. Окончил Владикавказскую пехотную школу (1930), Академии РККА им. М. В. Фрунзе (1938), ВАК при ВВА им. Ворошилова (1949).
Служба в армии. В РККА с 5 октября 1926 года.
Участие в войнах, военных конфликтах. Операции по борьбе с бандитизмом в Кабардино-Балкарской (1928), Горской (1929), Чеченской (1929), Кабардино-Балкарской (1930) республиках. Великая Отечественная война (с 22 июня 1941).

## Военная служба
С октября 1926 года — курсант-одногодичник полковой школы 222-го стрелкового полка 74-й стрелковой дивизии. С октября 1927 по июнь 1930 года — курсант Владикавказской пехотной школы.
С июня 1930 года — командир взвода, с марта 1931 года — вр. ответственный секретарь партбюро, с ноября 1931 года — командир взвода учебной роты, с мая 1933 года — командир роты 22-го отд. пулемётного батальона. С июля 1934 года — командир-политрук отд. зенитной роты 8-й отд. механизированной бригады.
С марта по ноябрь 1935 года — слушатель Киевской Военно-Вечерней Академии им. М. В. Фрунзе.
С ноября 1935 года — командир отд. разведроты 8-й отд. механизированной бригады. С марта по ноябрь 1937 года — вр. начальник 2-й части 8-й отд. механизированной бригады.
С ноября 1937 года — слушатель 3-го курса основного факультета Академии РККА им. М. В. Фрунзе.
С августа 1938 года — начальник штаба 8-го легко-танкового полка (Хабаровск). В октябре 1938 — феврале 1939 года — вр. командир 8-го легко-танкового полка. С 11 июля 1940 года — помощник начальника оперативного отдела штаба 7-го мехкорпуса. С 18 января 1941 года — помощник начальника 1-го отдела АБТО Московского ВО (17 марта приказ отменён). С 29 марта 1941 года — начальник 1-го отдела штаба 46-й танковой дивизии 21-го мехкорпуса.

### Великая Отечественная война
Начало Великой Отечественной войны встретил в занимаемой должности. Участник Битвы за Москву. С 10 августа 1941 года — и.д. начальника 1-го (оперативного) отдела АБТО 16-й армии (19 августа 1941 года утверждён в должности). С 3 ноября 1941 года — помощник начальника отдела по снабжению и ремонту АБТО 16-й армии. На март 1942 года — заместитель командующего 16-й армией по боевому использованию и применению танковых войск. 6 марта 1942 года в бою за д. Слободка тяжело ранен. С 12 июля 1942 года ид заместителя начальника АБТО 16-й армии. Приказом НКО № 05726 от 03.08.1942 года назначен командиром 246-й танковой бригады. Приступил к исполнению обязанностей 19 сентября 1942 года. С 26 октября 1942 по октябрь 1943 года — и.д. командира 17-го учебного танкового полка Донского, Центрального фронтов.
С 24 сентября 1943 года — ид начальника штаба БТ и МВ Центрального фронта, с 20 октября 1943 года — переименован в Белорусский, 24 февраля 1944 г. переименован в 1-й Белорусский фронт, с 5 по 12 апреля 1944 года — вновь Белорусский, с 12 апреля 1944 года — вновь 1-й Белорусский. Все это время находился в должности начальника штаба БТ и МВ фронта.

### После войны
Начальник штаба БТ и МВ Группы советских оккупационных войск в Германии.
6 марта 1946 года отозван в УК БТ и МВ КА. С 6 августа 1946 года заместитель командира БТ и МВ, он же начальник штаба Московского ВО.
С 15 июня 1948 по 20 июля 1949 года — слушатель Высших академических курсов Высшей военной академии им. К. Е. Ворошилова.
С 20 июля 1949 года в длительной командировке от Управления по Внешним сношениям ГШ ВС СССР. Старший военный советник КБТ и МВ Болгарской Армии.
С 19 по 29 апреля 1952 г. в распоряжении УК БТ и МВ СА.
С 29 апреля 1952 года (утверждён в должности 12 декабря, по другим данным 9 сентября) начальник 2-го отдела Управления боевой подготовки БТ и МВ. С 12 мая 1952 года начальник 2-го отдела штаба БТ и МВ. С 13 июня 1955 года зам. начальника штаба БТ и МВ по организационно-мобилизационным вопросам, он же начальник 2-го отдела штаба Управления начальника БТ войск.
Приказом МО СССР № 085 от 21.01.1961 года уволен в отставку по ст. 60б.
Умер 20 февраля 1985 года. Похоронен в Москве на Кунцевском кладбище (участок 9).

### Воинские звания
Майор (Приказ НКО № 01473 от 25.08.1938), подполковник (Приказ НКО № 0452 от 15.01.1942), полковник (Приказ НКО № 05798 от 31.08.1942), ген.-майор т/в (Постановление СНК СССР № 1683 от 11.07.1945).

## Награды
- Орден Ленина (19.11.1951)[3][2]
- четыре ордена Красного Знамени (21.07.1942, 12.08.1944, 05.11.1946, 30.12.1956)[4][2]
- Орден Суворова II степени (31.05.1945)[2]
- Орден Отечественной войны I степени (17.03.1944)[2]
- два Ордена Красной Звезды (25.07.1943, 03.11.1944)[2][5]
- Медаль «XX лет РККА» (1938)
- Медаль «За оборону Сталинграда» (03.07.1943)[6][2]

- Медаль «За оборону Москвы» (18.10.1944)[7][1]

- Медаль «За победу над Германией в Великой Отечественной войне 1941—1945 гг.» (09.05.1945),
- Медаль «За взятие Берлина» (09.06.1945)[2]
- Юбилейная медаль «30 лет Советской Армии и Флота» (1948)[2]
- иностранные награды:

Медаль «За Одру, Нису и Балтику»
Орден «Крест Грюнвальда» III степени — серебро
Медаль «За Варшаву 1939—1945»
- Орден «9 сентября 1944 года» (20.02.1968)[9][2]

## Память
- На могиле установлен надгробный памятник
- Его имя увековечено в Главном Храме Вооружённых сил России, и навсегда запечатлено на мемориале «Дорога памяти»[2]